# Memorial Danny Jonckheere
El Memorial Danny Jonckheere és una cursa ciclista d'un sol dia belga que es disputa a Oudenburg, a la província de Flandes Occidental.

## Palmarès
| Any  | Vencedor              | Segon               | Tercer              |
| ---- | --------------------- | ------------------- | ------------------- |
| 1997 | Ludovic Capelle       | Dave Bruylandts     | Stive Vermaut       |
| 1998 | Stefaan Vermeersch    | Pedro Rubrecht      | Alexandre Kornatov  |
| 1999 | Kurt Sobrie           | Timothy Carswell    | Luc Dierickx        |
| 2000 | Wouter Demeulemeester | Dmitriy Muravyev    | James Vanlandschoot |
| 2001 | Pascal Lievens        | Geert Glorieux      | Claude Pauwels      |
| 2002 | Frederik Toortelboom  | Geert Glorieux      | Pascal Lievens      |
| 2003 | Bart Heirewegh        | Andrew Vancoillie   | Pascal Lievens      |
| 2004 | Jurgen Vermeersch     | Hans Ardeel         | Steven De Champs    |
| 2005 | Christophe Waelkens   | Kevin Maene         | David Geldhof       |
| 2006 | Maxime Vantomme       | Tim Vermeersch      | Detlef Moerman      |
| 2007 | Maxime Vantomme       | Nico Kuypers        | Steven Van Vooren   |
| 2008 | Bert De Backer        | Hamish Haynes       | Stijn Neirynck      |
| 2009 | Davy Commeyne         | Nico Kuypers        | Jan Ghyselinck      |
| 2010 | Nicolas Vereecken     | Yves Lampaert       | Erki Pütsep         |
| 2011 | Kevin Maene           | Joeri Clauwaert     | Kess Heytens        |
| 2012 | Louis Verhelst        | Julien Stassen      | Kurt Geysen         |
| 2013 | Jens Geerinck         | Paul Moerland       | Tim Kerkhof         |
| 2014 | Niels Van Dorsselaer  | Gaëtan Pons         | Miel Pyfferoen      |
| 2015 | Roy Pieters           | Jan Logier          | Gertjan De Sy       |
| 2016 | Kevin Deltombe        | Bram Van Renterghem | Gordon De Winter    |
| 2017 | Thimo Willems         | Hans Dekkers        | Anthony Debuy       |